# Cestrum yucatanense
Cestrum yucatanense är en potatisväxtart som beskrevs av Francey. Cestrum yucatanense ingår i släktet Cestrum och familjen potatisväxter. Inga underarter finns listade i Catalogue of Life.